# Белица (област)
Белица је српска средњовековна жупа и историјска област која обухвата слив реке Белице у шумадијском делу Великог Поморавља. Први пут се помиње у Хиландарској повељи Стефана Немање (1198/1199), као област коју је српски велики жупан Стефан Немања (1168-1196) прикључио својој држави, а исти податак је поновљен и у нешто каснијој Хиландарској повељи Стефана Немањића (1200/1202 или 1207/1208). Белица је остала у саставу српске државе све до коначног османског освајања 1459. године.
Име Белице није просторно рашчлањено ни у географском, нити у културно-историјском погледу, а и у народу се ређе помиње од Левча и Темнића. Границе ове области приближно одговарају границама општине Јагодина.

## Историја
Прве вести о овој области датирају са краја 12. века и почетка 13. века, а садржане су у хиландарским повељама Стефана Немање и Стефана Немањића, као и у Житију Светог Симеона од Светог Саве, где се каже да је Стефан Немања својој држави између осталог прикључио и Поморавље, Загрлату, Левче и Белицу. У црквеном погледу, жупа Белица је након стварања Српске архиепископије са седиштем у Жичи (1219) потпадала под надлежност средишње (архиепископске) епархије.
У једној од раних средњовековних повеља, које се односе на овај крај, наводи се да је књегиња Милица са синовима Стефаном и Вуком, дала 1395 године манастиру св. Пантелејмона на Светој гори село Трнаву више Добриње, у Белици. Како се и у турским харачким књигама ова два села воде као два издвојена спахилука, није тешко закључити да су се временом стопила у село под именом Трнава, тим пре што се на његовом атару и данас један потез назива Добриња.
У средњовековној жупи Белици евидентирано је до сада преко тридесет места са археолошким налазима, који упућују на закључак да се ради о остацима некадашњих сеоских насеља чија имена нису позната. Изузетак би представљало сеоце Јагодна, на чијим се темељима развила данашња Јагодина, које је, по многим знацима, било седиште жупана. Боравећи у више махова у њему, у време док је зидао Манасију и у Београду утврђивао нову престоницу, деспот Стефан Лазаревић је издао неколико докумената, од којих су сачуване само две повеље, са назнаком да су писане 1399. и 1411. оба пута у месту Јагодни. У научним круговима није спорно да би под овим топонимом требало можда тражити друго насеље, па тако долазимо до првог писаног помена имена града.
У овој области налазе се остаци средњовековног града који се у народу зову „Јеринин град“ а поред се и темељи неке цркве. Верује се да овај град датира из периода након доласка Срба на Балкан и њихове христијанизације. Топоними около су „Црквина“, „Логор“ и „Јеврејско гробље“. Сељаци су раније у околини при обради земље проналазили разне вредне предмете.